# L'Ombre de l'épervier
Pour les articles homonymes, voir Épervier (homonymie).
L'Ombre de l'épervier est un téléroman québécois en 23 épisodes de 45 minutes scénarisé par Guy Fournier et Robert Favreau et inspirée du roman de Noël Audet. La première saison de treize épisodes a été diffusée du 5 janvier au 13 avril 1998, puis la suite de dix épisodes du 7 février au 10 avril 2000 à la Télévision de Radio-Canada.

## Synopsis
Dans les années 1920 en Gaspésie, Pauline érige avec Noum un petit village qu'on nomme l'Anse-aux-Corbeaux. Le couple y règne en suzerain et ose tenir tête à l'empire Robin, la plus puissante firme marchande de la péninsule.

## Fiche technique
- Scénarisation et dialogues : Guy Fournier et Robert Favreau
- Réalisation : Robert Favreau
- Conception sonore: Dominik Pagacz
- Musique originale : René Dupéré
- Montage effets sonores : Dominik Pagacz
- Société de production : Verseau International

## Distribution
- Isabel Richer : Pauline Leblanc
- Luc Picard : Noum Guité
- Benoît Gouin : Dr Rancourt
- Sylvain Massé : Camille Leblanc
- Michèle-Barbara Pelletier : Catherine Guité
- Alexandre Mérineau : François Guité
- Louis-Philippe Dandenault : Clovis Guité
- Macha Limonchik : Laurette Brochu
- Marie-Josée Forget : Myriam Leblanc
- Claude Despins : Ti-Piouke
- Olivier Aubin : Daniel Leblanc

première saison seulement
- Raymond Cloutier : Albert Leblanc
- Mario Jean : Hector Barnabé
- Jean-Nicolas Verreault : Armand Cyr
- François L'Écuyer : Guerlot
- Michael Sapieha : French
- Lorne Brass : Andrew
- Mirianne Brûlé : Jeanne d'Arc Guité (12 à 15 ans)
- Tobie Pelletier : Charles Guité
- Art Kitching : Bob Duguay
- Seann Gallagher : Marc Freeman
- Michel Laperrière : Curé St-Jean
- Maxim Gaudette : Denis Leblanc
- Julien Poulin : Félicien Gagné
- Alan Fawcett : Sullivan
- Marie-Hélène Thibault : Angélique Gagné
- René-Daniel Dubois : Député Montpetit
- Vlasta Vrana : DeLarosebille
- Carl Béchard : Abbé Desrosiers
- Danielle Proulx : Désirée Boudreau
- Sylvain Bélanger : Militaire
- Geneviève Cocke : Toinette Poirier
- Serge Houde : Paul Roy
- Myriam Houle : Jeanne d’Arc Guité (16 ans et plus)
- André Lacoste : Vendeur de voitures
- Philippe Lambert : Claude Thériault
- Laurence Leboeuf : Catherine Guité (9 à 12 ans)
- Chanel Petit : Catherine Guité (4 à 6 ans)
- Jules Philip : Capitaine Matte
- Éveline Gélinas : Marie-Pier
- Steve Banner : Roméo Paquet
- Sylvain Castonguay : Policier
- Daniel Brière : Me Antoine Dostaler
- Marc Grégoire : Capitaine du bateau
- Frédéric Lemay : François Guité (9 à 12 ans)
- Philippe Charbonneau : Gérard Coton
- Clément Schreiber : Valmore Lévesque
- Jean-Robert Bourdage : Attaché politique
- Réal Bossé : Soldat
- Yvon Roy : Benoît Pilon
- Catherine Archambault : Jeune servante
- Nicolas Fournier : Denis
- Yan Beauregard : Charles
- Noémie Yelle : Myriam Leblanc (jeune)
- Christine Foley : Denise Barnabé
- Frédéric Truchon : Clovis Guité (jeune)
- Samuel Bernier : François
- Annie De Raiche : Georgette Leblanc
- Roxane Gaudette-Loiseau : Jeanne-D'Arc
- Luc Morissette : Notaire Lagacé
- Victor Soumis : Charles
- Sébastien Villeneuve : Clovis Guité
- Robin Arsenault : François Guité

deuxième saison seulement
- Charles Edwin Powell : Bob Duguay
- Marcel Jeannin : Michael Tobin
- Suzanne Clément : Louise Beaupré
- Sandra Dumaresq : Lise Rancourt
- Claude Prégent : Dr Bossé
- Emmanuel Charest : Phillias

## Production
- Elle est la première série de télévision québécoise tournée en vidéo numérique (DIGITAL BETACAM) au Canada.
- Le tournage a eu lieu en grande partie au Parc national de Forillon, Québec, Canada, dans le secteur de Grande-Grave.

## Épisodes

### Première saison (1998)
L’histoire commence à la fin de la Première Guerre mondiale, en 1918. Ayant fièrement défendu le Canada, Noum Guité est la fierté du petit village gaspésien. Durant les honneurs du maire du village, Noum aperçoit la belle Pauline Leblanc, alors âgée de 17 ans. Quand Pauline Leblanc fait la connaissance de Noum Guité, c’est le coup de foudre entre les deux. Noum décide de bâtir une maison en s’appropriant une anse qui appartient au père de Pauline. Fou de rage, ce dernier interdit à sa fille de revoir l’intrus. Ce qui rend fort aise Mister French, qui tente de se réserver les faveurs de Pauline. L’amour entre Pauline et Noum triomphe malgré les embûches et le jour des noces, le père Leblanc réserve une surprise de taille aux nouveaux mariés.
Malgré le labeur de Noum à la pêche comme aux chantiers, le couple n’arrive pas à joindre les deux bouts. D’autant plus que Mister French ne cesse de grignoter les revenus des pêcheurs. Noum doit se résigner à retourner aux chantiers l’automne venu. Se mourant d’ennui, Pauline part au village en quête d’une lettre de son mari et se fait surprendre par une tempête de neige. Alerté par son cri de louve, le Dr Rancourt la sauve d’une mort certaine et la transporte chez lui où elle passera la nuit. 
Quelques mois plus tard, Noum est de retour et apprend avec joie mais surprise que Pauline est encore enceinte. Pauline réussit à contourner le testament de son père et conclut un pacte avec le Diable lui-même, Mister French. Pauline permet donc à Noum de réaliser son rêve d’être maître de grave, mais Mister french ne met pas longtemps pour lui nuire.
Mister French tente de saisir les biens de Noum et Pauline qui redeviendra l’héroïne de l’Anse en gagnant le procès. Elle tient responsable Mister French de la mort de son bébé et tente de forcer la Robin à reprendre les affaires avec les pêcheurs qui décident d’aller occuper l’usine de Rivière-au-Renard. Les anséais doivent capituler devant leur force inégale. L’un d'eux perd la vie et plusieurs sont arrêtés, dont Noum. Mister French est renvoyé. Mussolini met fin à tous les achats de morue salée, séchée en provenance d’Amérique. Nous demande une subvention pour construire un entrepôt frigorifique pour vendre la morue fraîche.
L’harmonie entre Noum et Pauline se détériore le jour où Pauline se fait faire la grande opération pour ne plus avoir d’enfants et lorsque les soupçons entourant la paternité de sa fille, Catherine, reviennent le hanter.
Avec la Seconde Guerre qui éclate, les mœurs deviennent plus libertines et un bar ouvre au village où soldats et filles de joie se donnent rendez-vous. Noum noie sa peine en buvant et aussi, dans les bras d’une de ces filles. Cela déplait grandement à Pauline. Le couple vit un autre choc, la mort de leur fils à Dieppe.
Noum apprend lors de la noyade du fiancé de sa fille Catherine, qu’il n’est pas son père. De plus, il apprend que Pauline s’associe à son ennemie jurée, la Robin. Son fils marie sa fille de joie et le dernier de ses fils quitte la pêche pour travailler en hostellerie. Désemparé, se sentant trahi, Noum sombre dans l’alcool et décide d’affronter la mer déchaînée avec sa barge... Malgré les hurlements de louve de sa femme et Catherine, Noum disparaît à jamais. Seules sa barge et ses bottes seront retrouvées le lendemain.

### Deuxième saison (2000)
L'histoire tourne beaucoup autour de Catherine Guité, institutrice du village et fille illégitime de Pauline et du Dr Rancourt. Après un mariage de vengeance avec Daniel, Catherine ne s'offre qu'une fois à son mari et commence à fréquenter d'autres hommes au vu et au su du village qui ne tarde pas à la salir. Son père tombe malade et se confie à sa fille. Il lui lègue sa maison et ses écrits, à la grande déception de son autre fille. La relation avec mère, Pauline est très tendue. Catherine lit les écrits de son père, qui lui donne l'idée d'en écrire un livre. Pendant ce temps, elle reçoit des jouets en bois et Pauline découvre la provenance de ces jouets par hasard aux États-Unis lors d'une visite chez sa sœur.
En allant tenter de sauver le chantier maritime, elle croise par hasard, Noum. Il fait découvrir sa boutique de jouets de bois à Pauline. Une vive discussion éclate et elle le supplie de le suivre à l'Anse. Il refuse en disant qu'il a trop souffert. Pauline revient au village avec son lourd secret. Catherine publie son livre qui obtient un vif succès. Lors d'une visite à Montréal, elle reçoit une invitation et elle rencontre Noum. Cette rencontre devient leur secret. Voilà qu'une nouvelle bouleverse le village. Le gouvernement exproprie tous les habitants du secteur pour en faire un immense Parc pour les touristes. Ils doivent vendre à de ridicules prix, tous leurs biens. À la date butoir, plusieurs n'ont rien vendu et défendent leurs biens. C'est avec bulldozer et incendie que le gouvernement résignera les rebelles ! Le retour de Noum donne un vif espoir aux habitants de l'Anse. Devant la défaite assurée, Pauline et Noum retournent riant dans leur grotte secrète sur la grève, cachée sous la maison. La terre se met à trembler et la maison familiale s'écroule sur le couple.

## Récompenses
1998 :
- Prix Gémeaux du meilleur premier rôle masculin dramatique : Luc Picard[2]
- Prix Gémeaux du meilleur premier rôle féminin dramatique : Isabel Richer
- Prix Gémeaux de la meilleure création de costumes, de la meilleure direction photographique, et meilleurs décors